# Madea : Retour en fanfare
Série Madea (en)
A Madea Family Funeral
(2019) Madea : Mariage exotique (en)
(2025)
Pour plus de détails, voir Fiche technique et Distribution.
Madea : Retour en fanfare (A Madea Homecoming) est un film américain réalisé par Tyler Perry et sorti en 2022. Il s'agit du douzième film mettant en scène le personnage de Madea (en).

## Synopsis
À Atlanta, M. Brown se prépare à faire un barbecue et Joe le prévient qu'il utilise trop d'essence. Celui-ci ne l'écoute pas et Joe part dans la cuisine et retrouve Madea. Par la fenêtre, ils voient M. Brown s'immoler.
Pendant ce temps, d'autres membres de la famille se préparent pour la célébration de la remise des diplômes universitaires de Tim.

## Fiche technique
- Titre : Madea : Retour en fanfare
- Titre original : A Madea Homecoming
- Réalisation : Tyler Perry
- Scénario : Tyler Perry
- Musique : Philip White
- Photographie : Taylor Randall
- Montage : Larry Sexton
- Production : Will Areu et Mark E. Swinton
- Société de production : Tyler Perry Studios
- Pays de production :  États-Unis
- Genre : Comédie
- Durée : 105 minutes
- Dates de sortie : 
  - Monde : 25 février 2022 (sur Netflix)

## Distribution
- Tyler Perry (VF : Lucien Jean-Baptiste) : Mabel « Madea » Simmons (en) et l'oncle Joe Simmons
- Cassi Davis (en) (VF : Maïk Darah) : la tante Bam
- David Mann (en) (VF : Jérôme Pauwels) : Leroy Brown
- Tamela Mann (en) (VF : Emmanuèle Bondeville) : Cora Simmons
- Gabrielle Dennis (en) (VF : Géraldine Asselin) : Laura
- Brendan O'Carroll (en) (VF : Gabriel Le Doze) : Agnes Brown
- Jennifer Gibney (en) (VF : Delphine Braillon) : Cathy
- Brandon Black (VF : Jean-Baptiste Anoumon) : Timothy « Tim » Marshall
- Isha Blaaker (VF : Adrien Antoine) : Davi O'Malley
- Candace Maxwell (VF : Alice Taurand) : Ellie
- Geneva Maccarone (VF : Edwige Lemoine) : Sylvia
- Amani Atkinson : Richard

 Source et légende : version française (VF) sur RS Doublage

## Accueil
Le film a reçu un accueil mitigé de la critique. Il obtient un score moyen de 42 % sur Metacritic.